# 브리짓 폰다
브리짓 제인 폰다(영어: Bridget Jane Fonda, 1964년 1월 27일 ~ )는 미국의 전직 배우이다. 배우 헨리 폰다의 손녀이자 배우 제인 폰다의 조카이다. 《스캔달》(1989) 등을 통해 골든 글로브상과 프라임타임 에미상 후보에 올랐다. 
2003년 2월 폭우 속에서 재규어를 몰다가 제동력을 상실하면서 추절흔이 골절되는 등 심각한 부상을 겪은 직후 작곡가 대니 엘프먼과 결혼하고 연기 생활을 전면 중단하였다.

## 출연 작품

### 영화
- 이지 라이더 (1969)
- 스캔달 (1989, Scandal)
- 대부 3 (1990)
- 돌아온 프랑켄슈타인 (1990)
- 실패한 성공 (1991)
- 할리우드 의사 (1991)
- 황홀한 영혼 프레드 (1991)
- 아웃 오브 더 레인 (1991)
- 클럽 싱글즈 (1992)
- 이블 데드 3: 암흑의 군단 (1992)
- 위험한 독신녀 (1992)
- 리틀 부다 (1993)
- 니나 (1993)
- 로드 투 웰빌 (1994)
- 당신에게 일어날 수 있는 일 (1994)
- 발토 (1995) - 애니메이션
- 시티홀 (1996)
- 미스터 제러시 (1997)
- 재키 브라운 (1997)
- 심플 플랜 (1998)
- 플래시드 (1999)
- 멍키본 (2001)
- 키스 오브 드래곤 (2001)
- 스노우 퀸 (2002)

### 텔레비전
- 21 점프 스트리트 (1989)